# Theodor von Lüpke

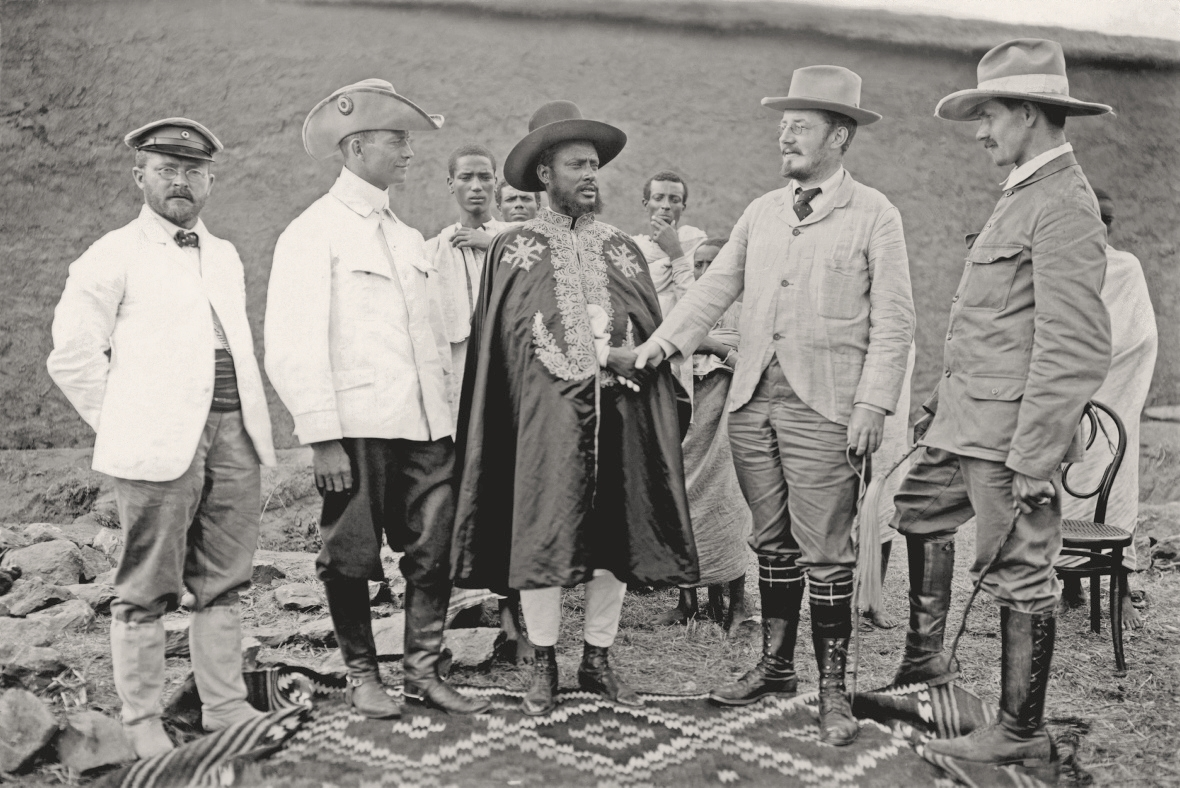
Teilnehmer der Deutschen Aksum-Expedition im Februar 1906 in Aksum (von links): Theodor von Lüpke, der Kolonial-Arzt und Sammler Erich Kaschke, der Gouverneur der Provinz Tigre und Verwandte von Kaiser Menelik II. Gebre Selassie, Enno Littmann und Daniel Krencker;
Digitalisat der Freien Universität Berlin

Theodor Friedrich Heinrich von Lüpke (* 12. April 1873 in Hermannsburg; † 13. April 1961 in Bückeburg) war ein deutscher Architekt, Bauforscher und Dokumentarfotograf sowie Förderer und Anwender der Photogrammetrie.

## Leben
Theodor von Lüpke war der Sohn des Pastors und Inspektors des Hermannsburger Missionsseminars Carl von Lübke (1832–1881). Lüpke besuchte ein Gymnasium in Hannover und studierte von 1894 bis 1896 Hochbauwesen zunächst an der Technischen Hochschule Hannover als Schüler von Conrad Wilhelm Hase und Karl Mohrmann, von 1896 bis 1897 an der Technischen Hochschule München und in den Folgejahren 1897 und 1898 wiederum in Hannover. Noch während seiner Studienzeit trat von Lüpke 1897 der hannoverschen Bauhütte zum weißen Blatt bei.
Im Jahr 1898 begann Theodor von Lüpke ein Referendariat als Regierungsbauführer, um wenige Jahre darauf im Jahr 1904 nach dem bestandenen 2. Staatsexamen zum Regierungsbaumeister (Assessor) ernannt zu werden.
Ab 1907 wirkte von Lüpke in Berlin, parallel einerseits bis 1911 als Regierungsbaumeister im Preußischen Ministerium der geistlichen, Unterrichts- und Medizinalangelegenheiten, und andererseits von 1907 bis 1909 zunächst als Hilfsarbeiter und Vertreter des Vorstehers bei der Königlich Preußischen Messbild-Anstalt für Denkmalaufnahmen. 1909 war von Lüpke einer der Mitgründer der Deutschen Gesellschaft für Photogrammetrie, verwaltete ab demselben Jahr und bis 1911 dann kommissarisch die Stelle des Vorstehers der Messbild-Anstalt. Nach seiner Ernennung zum Landbauinspektor 1910 wurde er im Folgejahr 1911 in den Rang eines Regierungsrates erhoben. Ebenfalls ab 1911 wirkte er nun als Vorsteher der Meßbildanstalt, die zum 1. Juli 1922 in Staatliche Bildstelle umbenannt wurde.
1926 war er einer der Mitgründer der Koldewey-Gesellschaft, 1929 wurde er korrespondierendes Mitglied des Deutschen Archäologischen Instituts. Zum 1. Dezember 1929 trat er der NSDAP bei (Mitgliedsnummer 171.202).
Bereits ab 1912 hatte der Fotograf und Sozialdemokrat Otto Hagemann in der Messbildanstalt gearbeitet, bevor er 1932 unter der Leitung von Theodor von Lüpke und noch vor der Machtergreifung durch die Nationalsozialisten aus dem Staatsdienst entlassen wurde – und später seinen Wiedergutmachungantrag stellte.
1938 trat Theodor von Lüpke in den Ruhestand.

## Dokumentationen
- 1902 Konstantinopel (Osmanisches Reich): Dokumentation der Hagia Sophia per Photogrammetrie[1]
- 1902–1903 Baalbek (Libanon): Photogrammetrische Dokumentation der gesamten Stadt[1]
- 1906 Aksum (Abessinien): Photogrammetrische Dokumentation während der Deutschen Aksum-Expedition unter Enno Littmann, parallel dazu Zeichnungen von Bauwerken, Plastiken und Karten[1]
- 1906 Konstantinopel (Türkei): erneute photogrammetrische Dokumentation der Hagia Sopia[1]
- 1910 Berlin-Mitte: Fotografische Dokumentation historischer Wohnhäuser[1]
- 1910 Griechenland: Fotografische Dokumentation verschiedener antiker Stätten[1]
- 1911–1912 Potsdam: Fotografische Dokumentation historischer Wohnhäuser und Straßenräume[1]
- 1928 Konstantinopel (Türkei): Photogrammetrische Dokumentation der errichteten Theodosianischen Stadtmauer[5]
- 1928 Aizanoi in Anatolien (Türkei): Fotografische Dokumentation des römischen Tempels sowie eine topographische Dokumentation des gesamten historischen Stadtgebiets[1]
- 1935–1936 Nürnberg: Inventarisation der Stadt per Fotografie[1]
- 1937 Paris: Präsentation der Deutschen Denkmalpflege auf der »Kleinen« Weltausstellung, der Exposition Internationale des Arts et Techniques dans la Vie Moderne[1]
- 1940er Jahre, Deutsches Reich: Dokumentation verschiedener Theaterbauten mittels eigener Fotografien, Zeichnungen und Texte[1]

## Schriften
- mit Enno Littmann: Reisebericht der Expedition. Topographie und Geschichte Aksums (= Deutsche Aksum-Expedition, Bd. 1), G. Reimer, Berlin 1913; Inhaltsverzeichnis
- mit Robert Zahn, Daniel Krencker: Ältere Denkmäler Nordabessinien (= Deutsche Aksum-Expedition, Bd. 2), G. Reimer, Berlin 1913
- mit Enno Littmann, Daniel Krencker: Profan- und Kulturbauten Nordabessiniens aus älterer und neuerer Zeit (= Deutsche Aksum-Expedition, Bd. 3), G. Reimer, Berlin 1913
- Die Staatliche Bildstelle und das Messbildverfahren, Berlin, [nach 1921]
- mit Daniel Krencker, Hermann Winnefeld: Baalbek, Band 2, Vereinigung wissenschaftlicher Verleger, Berlin 1923
- Verzeichnis der Aufnahmen. Staatliche Bildstelle, 3. Auflage, 2 Bände, Deutscher Kunstverlag, Berlin 1926
- Das alte Nürnberg in neuen Lichtbildern. Preussische Akademie der Künste. Staatliche Bildstelle. Ausstellung zum 50jährigen Bestehen der Staatlichen Bildstelle (Messbildanstalt), 1885–1935, Staatliche Bildstelle, Berlin 1935
- Die Landmauer von Konstantinopel, Teil 1: Zeichnerische Wiederherstellg mit begleitendem Text (= Denkmäler antiker Architektur, Bd. 6), von Fritz Krischen. Lichtbilder von Theodor von Lüpke. de Gruyter, Berlin 1938
- Das alte Nürnberg. 54 Lichtbilder nach Aufnahmen der Staatlichen Bildstelle, Berlin. Ausgewählt und erledigt von Lüpke (= Erläuterungen zu Benzingers Lichtbildern für den Unterricht). Benzinger, Stuttgart 1940

## Archivalien
Archivalien von und über Theodor von Lüpke finden sich beispielsweise
- im Archiv der Bauhütte Hannover, Braunstraße 28[1]
- im Stadtarchiv Hannover[1]